# ورشة الآلات
ورشة الآلات أو ورشة الهندسة هي غرفة أو مبنى أو شركة يتم فيها تصنيع الآلات، وهي شكل من أشكال التصنيع الطرحي. في ورشة الآلات، يستخدم الميكانيكيون الأدوات الآلية وأدوات القطع لتصنيع الأجزاء، عادة من المعدن أو البلاستيك (ولكن في بعض الأحيان من مواد أخرى مثل الزجاج أو الخشب). ورشة الآلات يمكن أن تكون شركة صغيرة (مثل ورشة عمل) أو جزء من مصنع، سواء كانت غرفة أدوات أو منطقة إنتاج للتصنيع. يختلف تشييد المبنى وتخطيط المكان والمعدات، ويكون خاصًا بالمتجر؛ على سبيل المثال، قد تكون أرضيات أحد المتاجر خرسانية، أو حتى ترابًا مضغوطًا، وقد تكون أرضيات متجر آخر أسفلت. قد يكون المتجر مكيفًا أو لا؛ ولكن في المحلات التجارية الأخرى قد يكون من الضروري الحفاظ على مناخ خاضع للرقابة. يمتلك كل متجر أدواته وآلاته الخاصة التي تختلف عن المتاجر الأخرى من حيث الكمية والقدرة وتركيز الخبرة.

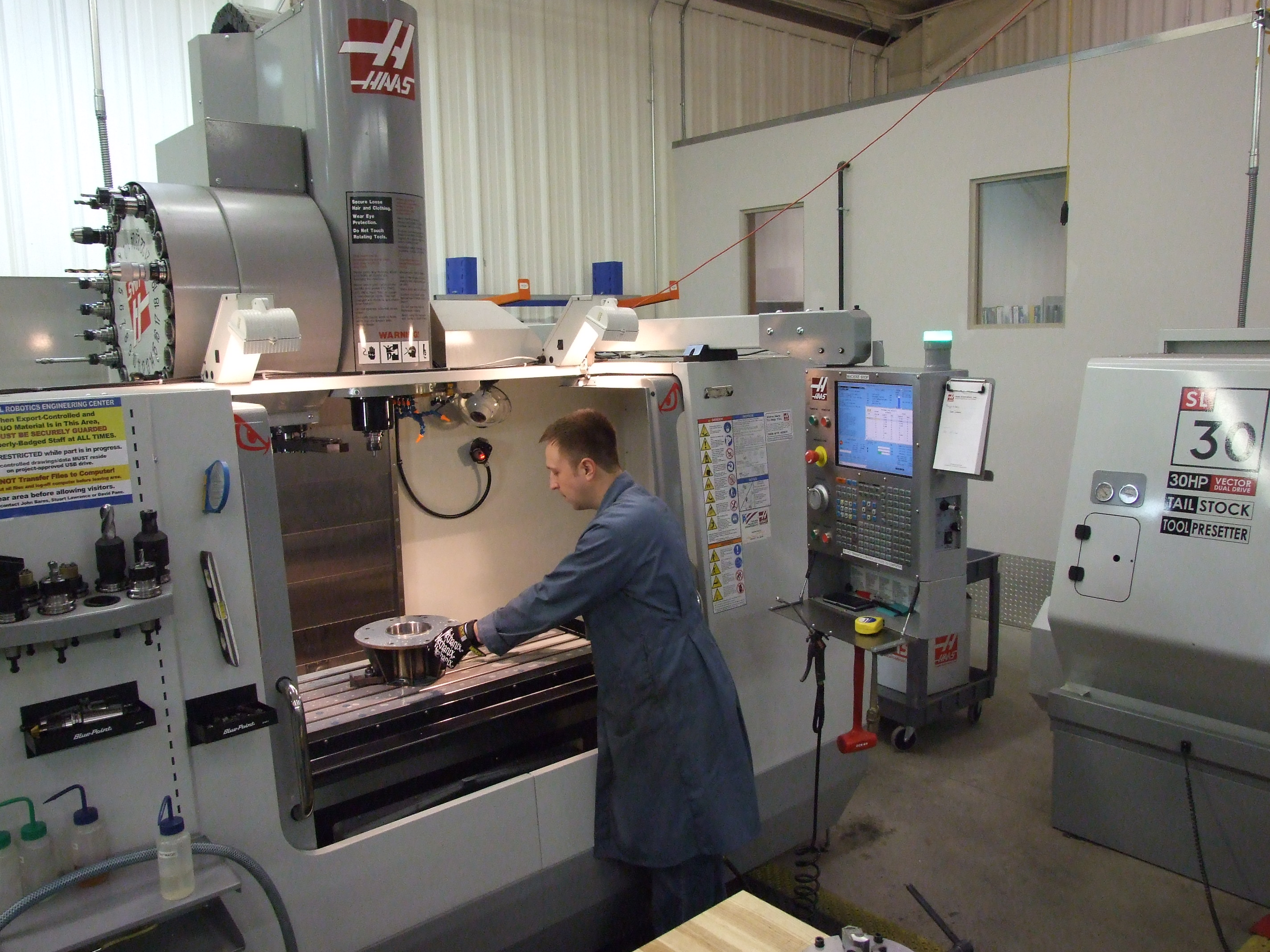
محطة عمل ورشة الآلات الحديثة، 2009.

يمكن أن تكون الأجزاء المنتجة هي المنتج النهائي للمصنع، ليتم بيعها للعملاء في صناعة الآلات، أو صناعة السيارات، أو صناعة الطائرات، أو غيرها. وقد يشمل التشغيل المتكرر للمكونات المخصصة. وفي حالات أخرى، تمتلك الشركات في تلك المجالات ورشًا خاصة بها للآلات.
يمكن أن يتكون الإنتاج من القطع والتشكيل والحفر والتشطيب وعمليات أخرى، غالبًا ما تتعلق بتشغيل المعادن. تشتمل الأدوات الآلية عادةً على مخارط معدنية، أو آلات تفريز، أو مراكز تصنيع، أو آلات متعددة المهام، أو مكابس حفر، أو آلات جلاخة، يتم التحكم في العديد منها باستخدام التحكم العددي بالكمبيوتر (CNC). العمليات الأخرى، مثل المعالجة الحرارية، الطلاء الكهربائي، أو طلاء الأجزاء قبل أو بعد التصنيع، غالبًا ما تتم في منشأة منفصلة.
يمكن أن تحتوي ورشة الآلات على بعض المواد الخام (مثل مخزون القضبان للتصنيع) وجرد الأجزاء النهائية. غالبًا ما يتم تخزين هذه العناصر في المستودع. تعتمد مراقبة المواد وتتبعها عادةً على إدارة الشركة والصناعات التي يتم تقديم الخدمات لها، والشهادة القياسية للمؤسسة، والإشراف.

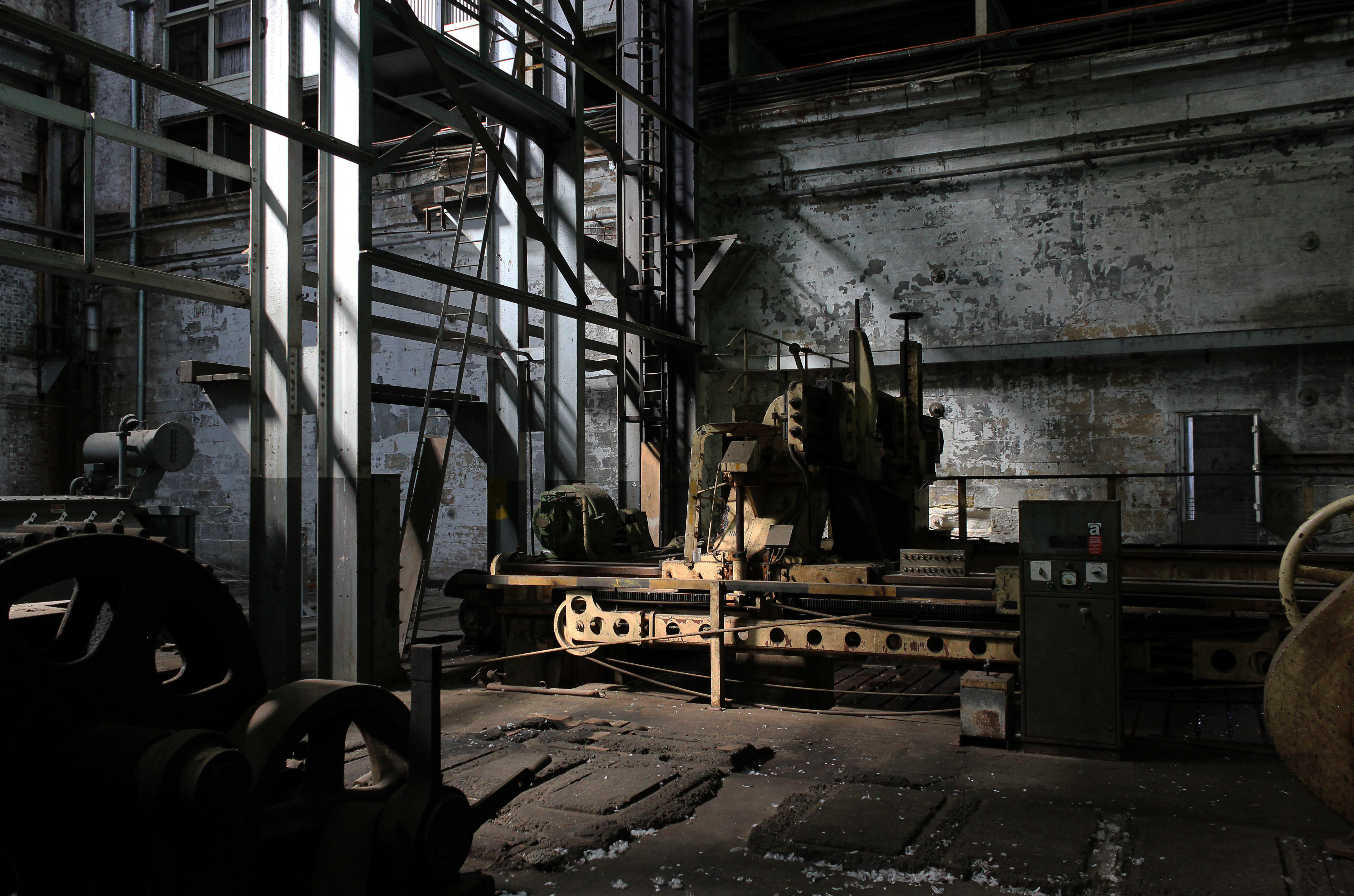
محل الآلات الثقيلة

يمكن أن يكون متجر الآلات عملاً كثيف رأس المال، لأن شراء المعدات قد يتطلب استثمارات كبيرة. يمكن أيضًا أن تكون ورشة الآلات كثيفة العمالة، خاصة إذا كانت متخصصة في إصلاح الآلات على أساس إنتاج العمل، ولكن تصنيع الآلات الإنتاج (الإنتاج بالجملة والإنتاج الضخم) أصبح أكثر آلية مما كان عليه قبل تطوير CNC، والمنطق القابل للبرمجة التحكم (PLC)، والحواسيب الصغيرة، والروبوتات. ولم تعد تتطلب أعدادا كبيرة من العمال، على الرغم من أن الوظائف المتبقية تميل إلى أن تتطلب موهبة ومهارة عالية. يمكن أن يكون التدريب والخبرة في ورشة الآلات نادرًا وذا قيمة.
قد تختلف المنهجية بشكل كبير، مثل ممارسة مفهوم (5S)، ومستوى الالتزام بممارسات السلامة واستخدام معدات الحماية الشخصية من قبل الموظفين، بالإضافة إلى تكرار صيانة الآلات وكيفية إجراء التدبير المنزلي الصارم في المتجر من متجر إلى آخر.

## تاريخ

### قبل القرن التاسع عشر
بدأت أولى ورش الآلات في الظهور في القرن التاسع عشر عندما كانت الثورة الصناعية قد بدأت بالفعل منذ فترة طويلة. قبل الثورة الصناعية، كان يتم إنتاج الأجزاء والأدوات في ورش العمل في القرى والمدن المحلية على نطاق صغير غالبًا للسوق المحلية. كما تم تطوير الآلات الأولى التي جعلت الثورة الصناعية ممكنة في ورش عمل مماثلة.
تم بناء آلات الإنتاج في المصانع الأولى في الموقع، حيث كان كل جزء لا يزال يُصنع بشكل فردي ليتناسب. وبعد مرور بعض الوقت، بدأت تلك المصانع ورش العمل الخاصة بها، حيث تم إصلاح أو تعديل أجزاء من الآلات الموجودة. في تلك الأيام كانت صناعة المنسوجات هي الصناعة المهيمنة، وبدأت هذه الصناعات في تطوير أدواتها الآلية الخاصة بها.

### القرن التاسع عشر

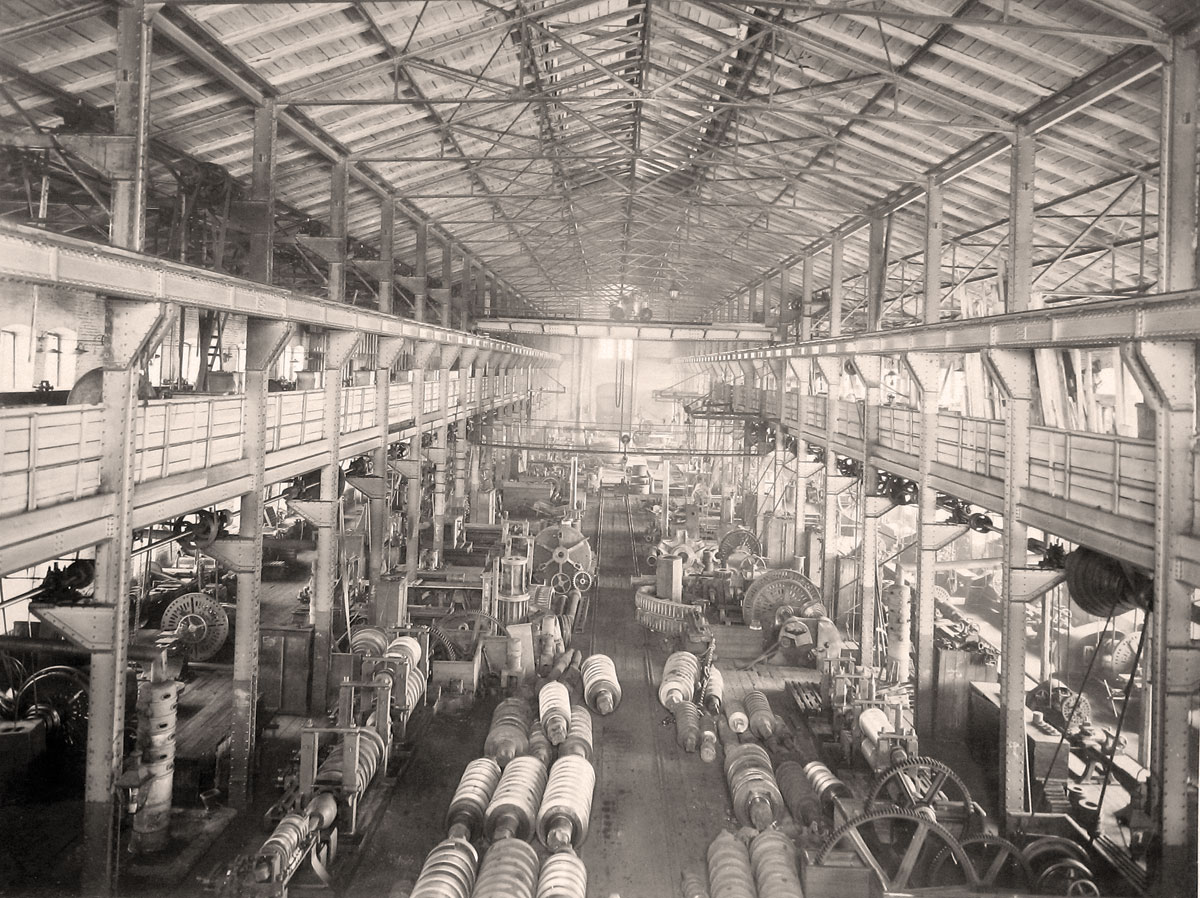
ورشة الآلات في أواخر القرن التاسع عشر

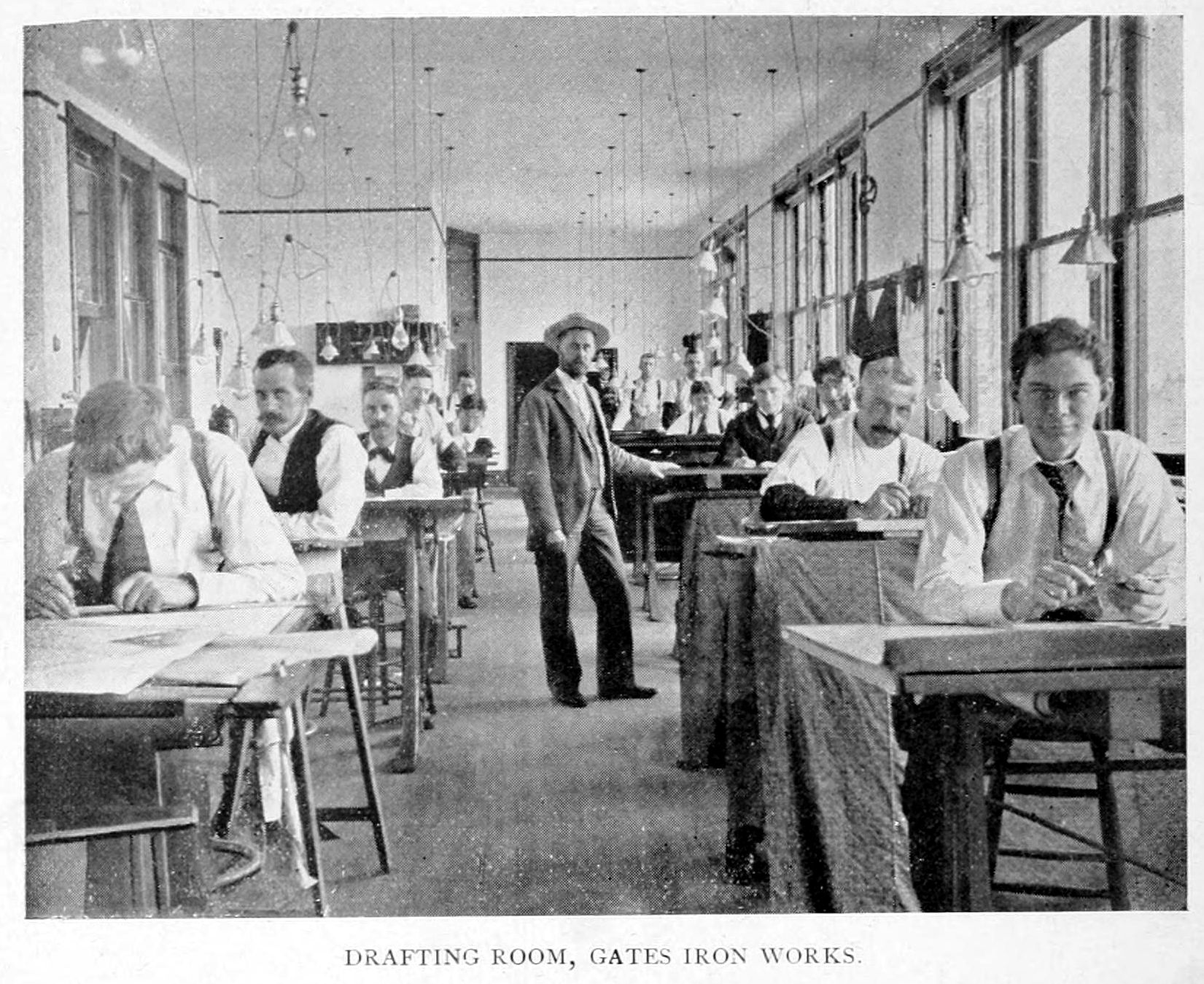
أعمال البوابات الحديدية ، غرفة الصياغة، 1896

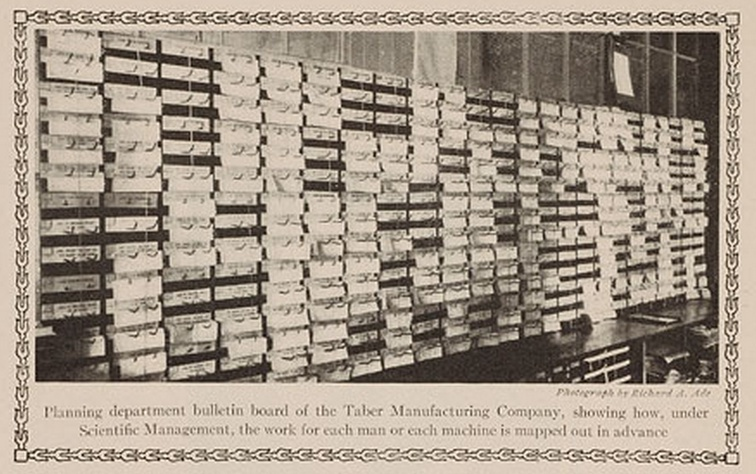
نشرة قسم التخطيط، توضح كيفية تخطيط عمل كل رجل أو كل آلة في ورشة الآلات مسبقًا، 1911.

أدى التطوير الإضافي في أوائل القرن التاسع عشر في إنجلترا وألمانيا واسكتلندا من أدوات الآلات وطرق أرخص لإنتاج الصلب، مثل بسمر ستيل، أثار الثورة الصناعية الثانية، والتي بلغت ذروتها في كهربة المصنع المبكرة والإنتاج الضخم وخط الإنتاج. ظهر متجر الآلات كما دعا بورغاردت, "مكان يتم فيه قطع الأجزاء المعدنية بالحجم المطلوب وتجميعها معا لتشكيل وحدات أو آلات ميكانيكية, الآلات المصنوعة لاستخدامها بشكل مباشر أو غير مباشر في إنتاج ضروريات ورفاهية الحضارة".
أدى ظهور ورش الآلات ومشاكلها التصنيعية والتنظيمية المحددة إلى ظهور رواد إدارة ورش العمل الأوائل، الذين أصبحت نظرياتهم تُعرف باسم الإدارة العلمية. أحد أوائل المنشورات في هذا المجال كان هوراس لوسيان أرنولد، الذي كتب في عام 1896 أول سلسلة من المقالات حول "اقتصاديات ورشة الآلات الحديثة". امتد هذا العمل من تكنولوجيا الإنتاج وطرق الإنتاج وتخطيط المصنع إلى دراسات الوقت وتخطيط الإنتاج وإدارة ورشة الآلات. وستتبع ذلك سلسلة من المنشورات حول هذه المواضيع. في عام 1899، نشر جوشوا روز كتابًا عن ممارسة ورشة الآلات الحديثة، حول تشغيل وبناء ومبادئ آلات الورش والمحركات البخارية والآلات الكهربائية.

### القرن العشرين
في عام 1903، تم نشر موسوعة ممارسات المتجر الحديثة مع هوارد مونرو ريموند كرئيس تحرير، وفي نفس العام نشر فريدريك وينسلو تايلور كتابه عن إدارة المتجر؛ ورقة قرأتها أمام الجمعية الأمريكية للمهندسين الميكانيكيين. نيويورك. بدأ تايلور عمله كعامل في ورشة الآلات في شركة ميدفيل لأعمال الصلب في عام 1878، وشق طريقه حتى أصبح رئيس عمال ورشة الآلات، ومدير الأبحاث، وأخيراً كبير مهندسي الأعمال. كمهندس استشاري مستقل، كانت إحدى أولى مهامه الرئيسية في عام 1898 في شركة بيت لحم ستيل هي حل مشكلة باهظة الثمن تتعلق بسعة ورشة الآلات.
في عام 1906، نشر أوسكار إي. بيريجو كتابًا شهيرًا بعنوان "متجر الآلات الحديثة"، بعنوان "بناء المعدات وإدارة ورش الآلات". الجزء الأول من ورشة الآلات الحديثة، بيريجو (1906) ركز على البناء المادي للمبنى وقدم ورشة الآلات النموذجية. من خلال ورشة الآلات النموذجية هذه، استكشف بيريجو الطريقة التي يمكن بها تنظيم المساحة في المصانع. ولم يكن هذا غير مألوف في أيامه. العديد من المهندسين الصناعيين، مثل ألكسندر هاميلتون شيرج، وجي سلاتر لويس، وهوغو ديمر، وما إلى ذلك، نشروا خططًا لبعض المجمعات الصناعية الجديدة.

هذه الأعمال من بين أعمال أخرى تراكمت في حركة الإدارة العلمية التي كتب عنها تايلور في عام 1911 كتابه الشهير مبادئ الإدارة العلمية، وهو نص أساسي للتنظيم الحديث ونظرية القرار، مع جزء كبير مخصص لتنظيم ورش الآلات. أدى إدخال مواد قطع جديدة مثل فولاذ القطع السريع، وتنظيم الإنتاج بشكل أفضل من خلال تطبيق أساليب الإدارة العلمية الجديدة مثل لوحات التخطيط (انظر الصورة)، إلى تحسين إنتاجية ورشة الآلات وكفاءة ورش الآلات بشكل كبير. وفي القرن العشرين، زادت هذه الأمور مع التطور التكنولوجي الإضافي.

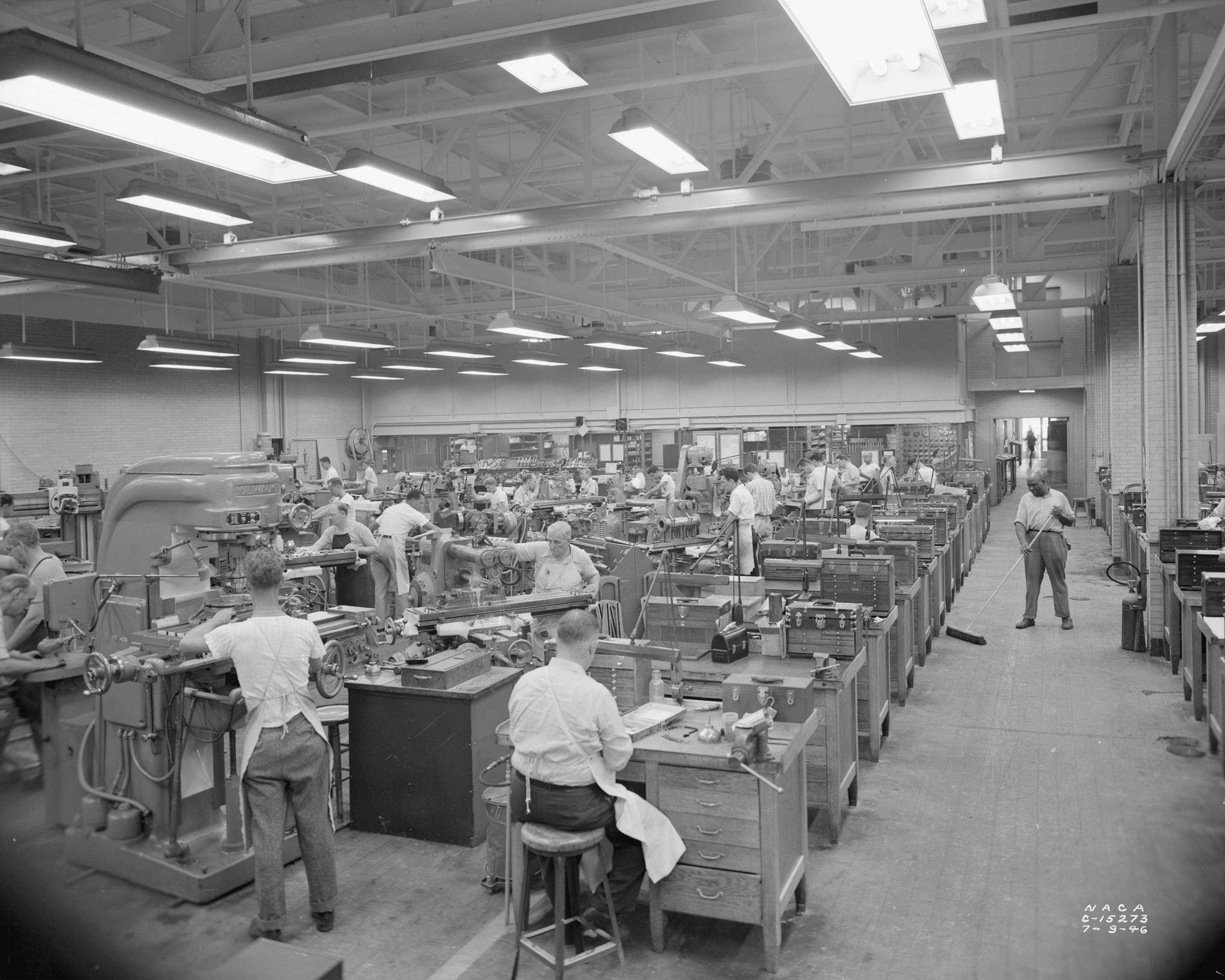
الميكانيكيون وصانعو الأدوات يصنعون أجزاء المحرك التجريبية في مختبر أبحاث محركات الطائرات، 1946.

في أوائل القرن العشرين، كانت الطاقة اللازمة للآلات الآلية لا تزال تزود بواسطة حزام ميكانيكي، والذي كان مدعومًا بمحرك بخاري مركزي. في سياق القرن العشرين، استولت المحركات الكهربائية على مصدر الطاقة للأدوات الآلية.
ومع تطور المواد والمواد الكيميائية، بما في ذلك زيوت القطع، نما الوعي بتأثيرها على البيئة ببطء. بالتوازي مع الاعتراف بالواقع الدائم للحوادث والإصابات المهنية المحتملة، تطور فرز المواد الخردة لإعادة تدويرها والتخلص من النفايات في مجال يتعلق بالبيئة والسلامة والصحة. وفي ورش الآلات الخاضعة للتنظيم، قد يتحول هذا إلى ممارسة ثابتة يدعمها ما يمكن أن يسمى نظامًا يُعرف باسم البيئة والصحة والسلامة، أو باسم مشابه، مثل الصحة والجودة والأمن والبيئة (HQSE) الذي قد يشمل ضمان الجودة.
في النصف الثاني من القرن العشرين، بدأت الأتمتة مع التحكم العددي (NC)، والتحكم العددي بالكمبيوتر (CNC).
أصبحت الأدوات الرقمية لمراقبة الجودة والتفتيش متاحة على نطاق واسع، وأصبح استخدام الليزر لإجراء قياسات دقيقة أكثر شيوعًا بالنسبة للمحلات التجارية الكبيرة التي يمكنها شراء المعدات.
يؤدي المزيد من دمج تكنولوجيا المعلومات في الأدوات الآلية إلى بداية التصنيع المتكامل بالكمبيوتر. تم دمج تصميم الإنتاج في التصميم بمساعدة الحاسوب/إدارة المرافق بمساعدة الحاسوب، وأصبحت مراقبة الإنتاج مدمجة في تخطيط موارد المؤسسة.

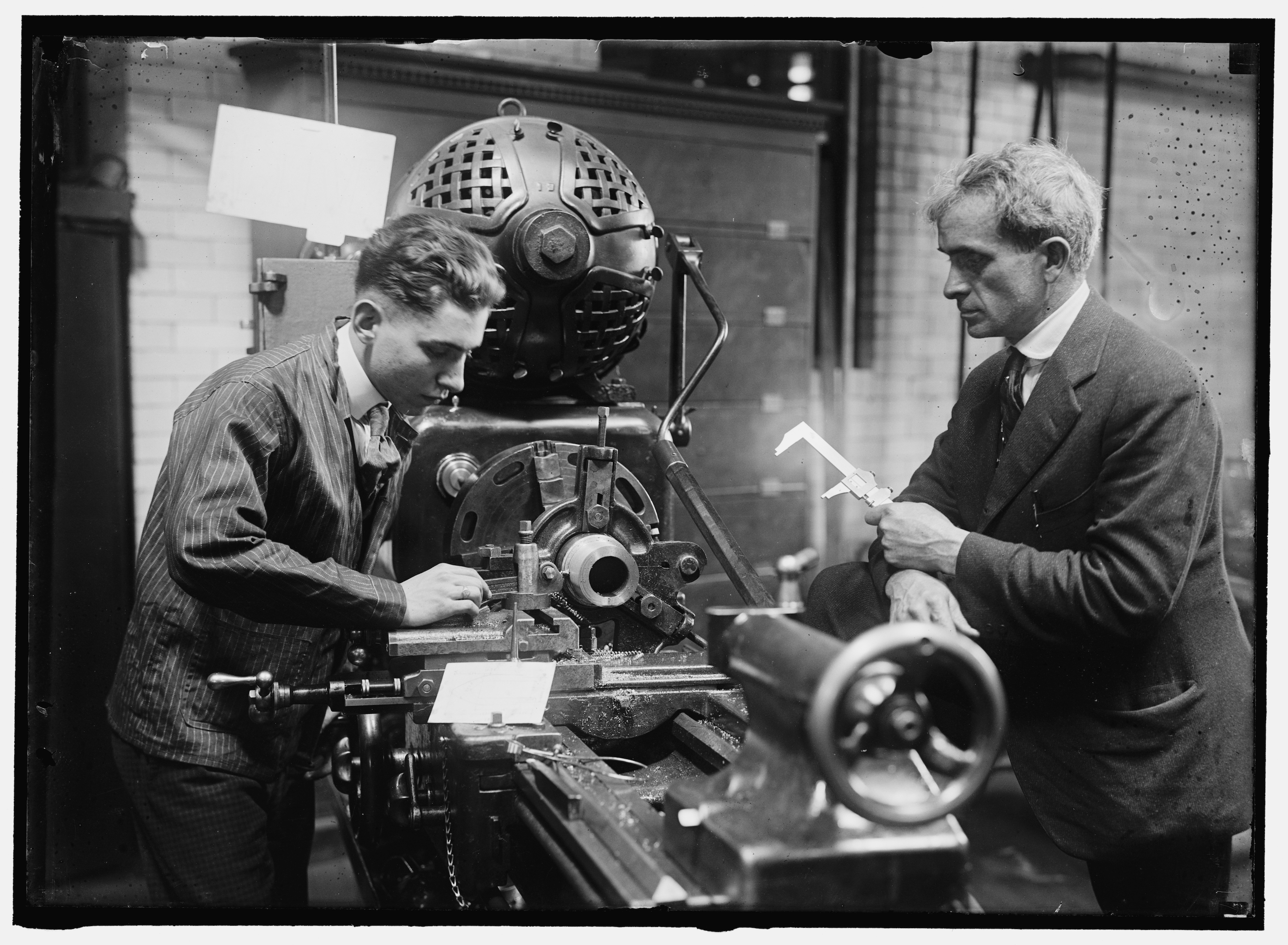
ميكانيكي متدرب ومشرفه يعملان في ورشة الآلات عام 1917. لاحظ اللباس "الاحترافي"، والذي من المحتمل أن تحل محله ملابس أكثر عملية في بيئة حديثة بسبب خطر التشابك داخل الآلات.

### القرن الحادي والعشرين
وفي أواخر القرن العشرين، أدى إدخال الروبوتات الصناعية إلى زيادة أتمتة المصانع. تشمل التطبيقات النموذجية للروبوتات اللحام، والطلاء، والتجميع، والاختيار والمكان (مثل التعبئة والتغليف، والتحزيم على منصات نقالة، وSMT)، وفحص المنتج، والاختبار. ونتيجة لهذا التقديم، تم أيضًا "تحديث ورشة الآلات إلى الحد الذي تم فيه إدخال الروبوتات وأدوات التحكم الإلكترونية في تشغيل الآلات والتحكم فيها. أما بالنسبة لمتاجر الآلات الصغيرة، فإن وجود الروبوتات يعد استثناءً.

## موضوعات متجر الآلات

### آلات
الآلة هي أداة تحتوي على جزء أو أكثر تستخدم الطاقة للقيام بعمل مقصود. يتم تشغيل الآلات عادةً بوسائل ميكانيكية أو كيميائية أو حرارية أو كهربائية، وغالبًا ما تكون مزودة بمحركات. تاريخيًا، كانت الأدوات الكهربائية تتطلب أيضًا أجزاء متحركة لتصنيفها كآلة. ومع ذلك، أدى ظهور الإلكترونيات إلى تطوير أدوات كهربائية بدون أجزاء متحركة والتي تعتبر آلات.

### تصنيع آلي
التصنيع الآلي هو أي من العمليات المختلفة التي يتم فيها قطع قطعة من المواد الخام إلى الشكل والحجم النهائي المطلوب من خلال عملية إزالة المواد الخاضعة للرقابة. العمليات العديدة التي لها هذا الموضوع المشترك، إزالة المواد الخاضعة للرقابة، تُعرف اليوم بشكل جماعي باسم التصنيع الطرحي، تمييزًا عن عمليات إضافة المواد الخاضعة للرقابة، والتي تُعرف باسم التصنيع الإضافي. يمكن أن يختلف بالضبط ما يعنيه الجزء "المتحكم فيه" من التعريف، ولكنه يشير دائمًا تقريبًا إلى استخدام الأدوات الآلية (بالإضافة إلى الأدوات الكهربائية والأدوات اليدوية فقط).
على الرغم من أنه قد لا يكون لدى جميع محلات الآلات مركز تقريز، إلا أنه عادةً ما يكون لديهم إمكانية الوصول إلى آلة تفريز يدوية.

### أدوات الآلة
أدوات الآلة هي آلة لتشكيل أو تشكيل المعادن أو المواد الصلبة الأخرى، عادةً عن طريق القطع أو التجويف أو التجليخ أو القص أو أشكال أخرى من التشوه. تستخدم الأدوات الآلية نوعًا من الأدوات التي تقوم بالقطع أو التشكيل. تستخدم جميع الأدوات الآلية بعض الوسائل لتقييد قطعة العمل وتوفير حركة موجهة لأجزاء الماكينة. وبالتالي، يتم التحكم في الحركة النسبية بين قطعة العمل وأداة القطع أو تقييدها بواسطة الآلة إلى حد ما على الأقل، بدلاً من أن تكون "مرتجلة" أو "مرفوعة" بالكامل.

### أدوات القطع

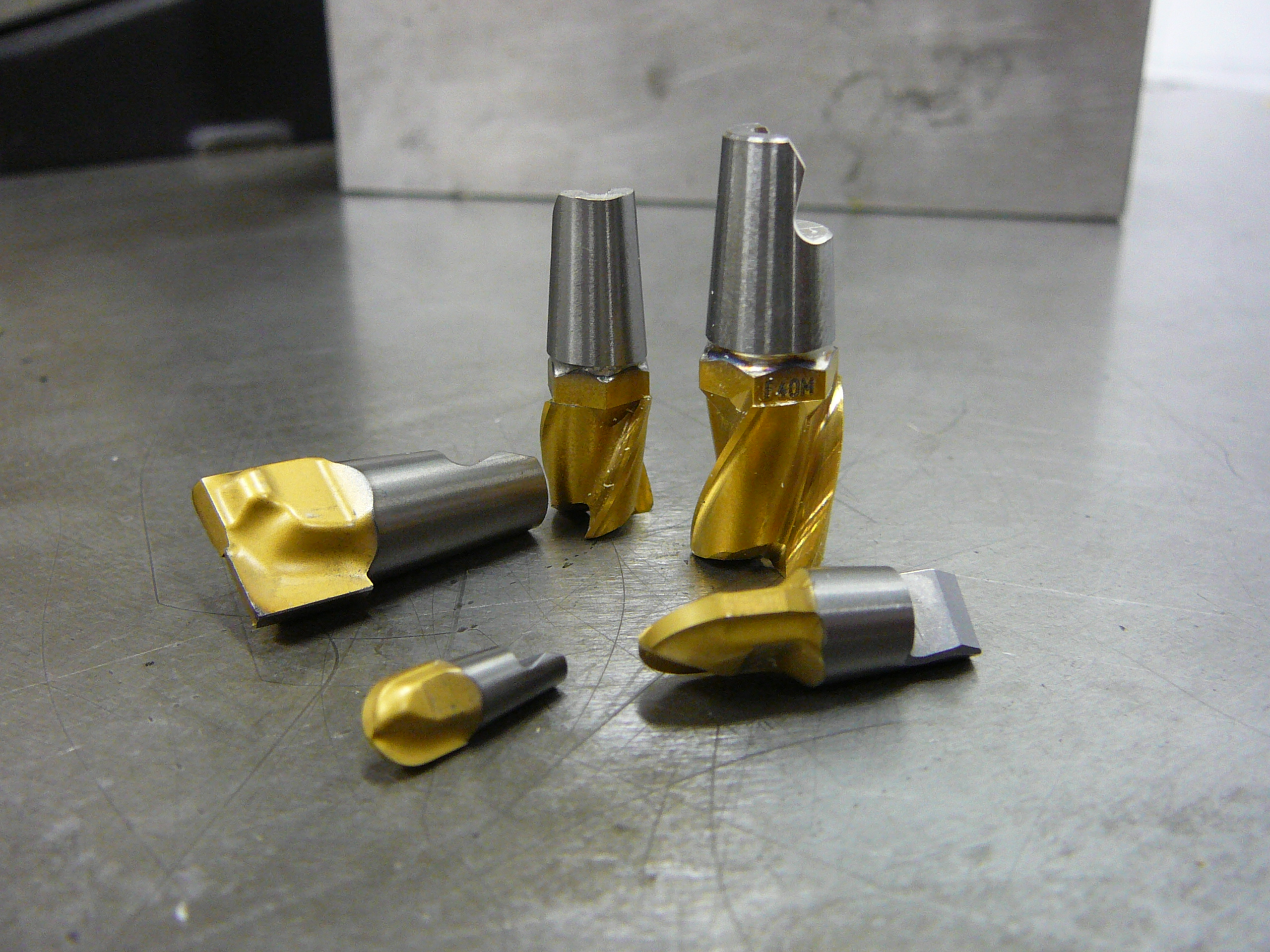
قواطع تفريز بأحجام وملامح مختلفة.

تتم الإدارة الاحترافية لمخزون أدوات القطع بشكل رئيسي في العمليات الأكبر. قد تحتوي ورش الآلات الصغيرة على تشكيلة محدودة من المطاحن النهائية وقواطع مقعد المفاتيح والإدراج وأدوات القطع الأخرى. يعتمد الاختيار في تعقيد تصميم أداة القطع، بما في ذلك المواد والتشطيب، عادةً على الوظيفة وسعر أداة القطع. في بعض الحالات، قد تكون تكلفة الأدوات المصنوعة حسب الطلب باهظة بالنسبة لمتجر صغير.
اعتمادًا على الصناعة ومتطلبات العمل، لا يجوز استخدام أداة القطع إلا على نوع معين من المواد، أي أن أداة القطع قد لا تتصل بقطعة عمل أخرى مصنوعة من تركيبة كيميائية مختلفة.
ليست كل ورش الآلات مجهزة بآلة تفريز، ولا تهدف جميع ورش الآلات إلى القيام بأعمال تفريز.

### إدارة الممتلكات
بعض ورش الآلات منظمة بشكل أفضل من غيرها، وبعض الأماكن تظل أكثر نظافة من المؤسسات الأخرى. في بعض الحالات، يتم تنظيف المتجر قبل دقائق من نهاية كل نوبة، وفي حالات أخرى، لا يوجد جدول زمني أو روتين، أو تكون دورة الكنس والتنظيف أكثر استرخاءً.
عندما يتعلق الأمر بالآلات، فإن العناية بالمعدات وصيانتها لها أهمية قصوى في بعض الأماكن، ويتم إزالة الخردة (المعروفة عمومًا بالرقائق) التي يتم إنتاجها بعد تصنيع الأجزاء يوميًا، ثم يتم نفخ الآلة بالهواء ومسحها نظيفة بينما في ورش الآلات الأخرى، يتم ترك الرقائق في الآلات حتى تكون الضرورة القصوى لإزالتها؛ المثال الثاني غير مستحسن.

### إعادة التدوير
يمكن جمع بقايا أو بقايا المواد المستخدمة، مثل الألومنيوم والصلب والنفط وغيرها، وإعادة تدويرها، وعادة ما يمكن بيعها. ومع ذلك، لا تمارس جميع ورش الآلات عملية إعادة التدوير، وليس لدى جميعها موظفون مخصصون لفرض عادة فصل المواد وإبقائها منفصلة. في العمليات الأكبر حجمًا والمنظمة، قد يتم تفويض هذه المسؤولية إلى قسم الصحة والسلامة والبيئة والجودة (HSEQ).

### تقتيش
انظر للفئة:أدوات قياس تشغيل المعادن
ضمان الجودة ومراقبة الجودة والتفتيش هي مصطلحات شائعة الاستخدام بالتبادل. تعتمد الدقة والدقة المطلوب تحقيقها على عدة عوامل محددة. نظرًا لأنه لا تتمتع جميع الآلات بنفس المستوى من الموثوقية والقدرة على تنفيذ نتائج نهائية يمكن التنبؤ بها ضمن تفاوتات معينة، ولا تحقق جميع عمليات التصنيع نفس النطاق من الدقة، فإن ورشة الآلات تقتصر بعد ذلك على الاعتمادية الخاصة بها في تحقيق النتائج المرغوبة. بعد ذلك، ومع مراعاة الصرامة التي أعلنها العميل، قد يُطلب من ورشة الآلات الخضوع للتحقق والتحقق حتى قبل إصدار الطلب والإقرار به.
قد يكون لدى ورشة الآلات منطقة محددة مخصصة لقياس الأجزاء وفحصها للتأكد من مطابقتها لها، بينما تعتمد المحلات الأخرى فقط على عمليات الفحص التي يجريها الميكانيكيون والمصنعون. على سبيل المثال، في بعض المحلات التجارية، قد يتم مشاركة لوحة سطحية من الجرانيت تمت معايرتها بين أقسام مختلفة، وفي متاجر أخرى، قد يكون للمخارط والمطاحن وما إلى ذلك لوحة خاصة بها، أو قد لا تحتوي على واحدة على الإطلاق.

### معايرة

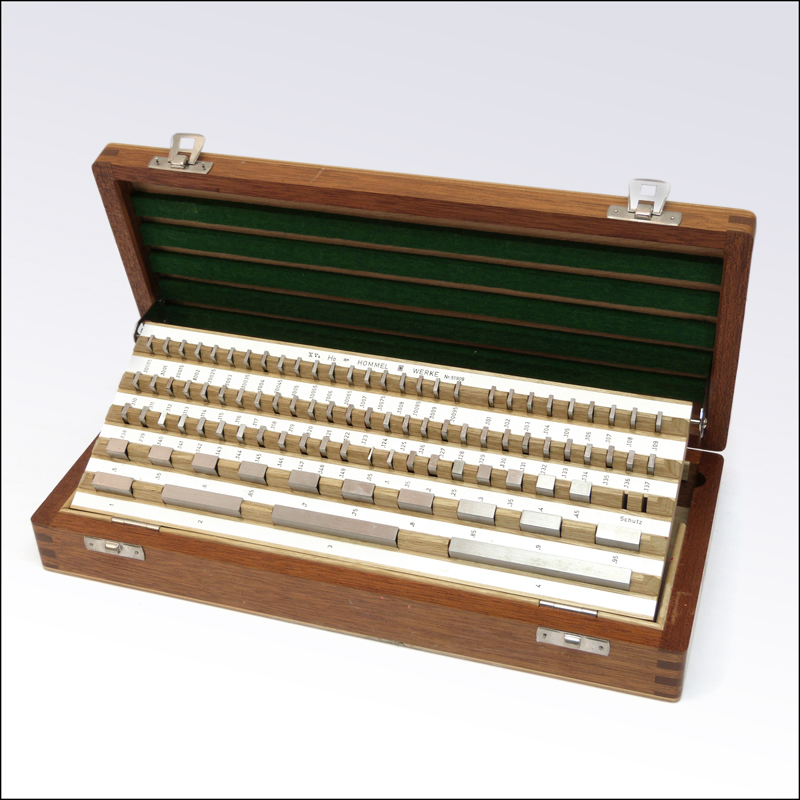
مجموعة من قوالب القياس الإمبراطوري.

إن المعايير المتبعة والصناعة التي يتم تقديم الخدمات لها ومراقبة الجودة ونوع الممارسات في ورشة الآلات بشكل أساسي، ستشير إلى استخدام أدوات الفحص الدقيق ودقة القياس المستخدم. وهذا يعني أنه لا تطبق جميع ورش الآلات فترة زمنية دورية لمعايرة أجهزة القياس. لا تمتلك جميع محلات الآلات نفس النوع من أدوات القياس، على الرغم من أنه من الشائع العثور على ميكرومترات، ومسماك، وألواح سطحية من الجرانيت، وغيرها.
قد يختلف التردد والدقة في معايرة أدوات القياس وقد يتطلب الأمر الاستعانة بخدمات طرف ثالث متخصص. أيضًا، في بعض الحالات، قد تكون صيانة جميع الأدوات الموجودة في المتجر ومعايرتها شرطًا لعدم الالتزام.

### تَخطِيط
موقع واتجاه الآلات مهم. ويفضل أن يتم التفكير مسبقًا في موضع المعدات؛ من المحتمل ألا يكون ذلك دقيقًا كما هو الحال في دراسة تخطيط المصنع، حيث يتم أخذ تقارب الآلات، وأنواع الآلات، حيث يتم استلام المواد الخام وحفظها، بالإضافة إلى عوامل أخرى، بما في ذلك التهوية، في الاعتبار لإنشاء التخطيط الأولي للمصنع. متجر الآلات. قد يفرض مخطط التوجيه والعمليات اليومية الحاجة إلى إعادة الترتيب.
تعد الربحية عادة أحد الاعتبارات الدافعة فيما يتعلق بتعظيم الإنتاج، وبالتالي مواءمة الآلات بطريقة فعالة؛ ومع ذلك، يجب مراعاة عوامل حاسمة أخرى، مثل الصيانة الوقائية للمعدات والسلامة في مكان العمل. على سبيل المثال، السماح بمساحة للفني للمناورة خلف مركز المعالجة لفحص التوصيلات، وعدم وضع الآلة في مكان يؤدي إلى سد مخرج الطوارئ.

### غرف التخزين وسلة الأدوات
تحتوي بعض المحلات التجارية على أقفاص أو غرف مخصصة لحفظ أدوات أو مستلزمات معينة؛ على سبيل المثال، قد يتم تخصيص غرفة لمستلزمات اللحام وخزانات الغاز وما إلى ذلك فقط؛ أو حيث يتم تخزين لوازم النظافة أو المواد الاستهلاكية الأخرى مثل أقراص التجليخ. اعتمادًا على حجم العملية والإدارة والضوابط، قد تكون هذه المناطق مقيدة ومقفلة، أو يمكن أن يعمل بها موظف، كما هو الحال من خلال مرافق سرير الأدوات؛ وفي حالات أخرى، تكون غرف التخزين أو الأقفاص متاحة لجميع الموظفين. لا تحتوي جميع المتاجر على سرير أدوات أو غرفة (غرف) تخزين، وفي كثير من الحالات، تكون الخزانة الكبيرة كافية.

### أدوات يدوية
كما أن طريقة تخزين الأدوات اليدوية وإتاحتها للمصنع أو المشغلين تعتمد على كيفية عمل المتجر أو إدارته. في كثير من الحالات، تكون الأدوات اليدوية الشائعة مرئية في منطقة العمل وفي متناول أي شخص. في كثير من الحالات، لا يحتاج العمال إلى توفير أدواتهم الخاصة حيث أن الأدوات اليومية متوفرة وموفرة، ولكن في كثير من الحالات الأخرى، يقوم العمال بإحضار أدواتهم وصناديق الأدوات الخاصة بهم إلى مكان عملهم.

### الأمان
السلامة هي أحد الاعتبارات التي يجب مراعاتها وتنفيذها يومياً وباستمرار؛ ومع ذلك، قد يختلف المتجر عن المتاجر الأخرى من حيث الصرامة والدقة عندما يتعلق الأمر بالممارسة الفعلية والسياسات المطبقة والجدية الشاملة التي يتأكد منها الموظفون والإدارة. في محاولة لتوحيد بعض المبادئ التوجيهية المشتركة، في الولايات المتحدة، تصدر إدارة السلامة والصحة المهنية (OSHA) مواد تعليمية وتفرض الاحتياطات اللازمة بهدف منع وقوع الحوادث.

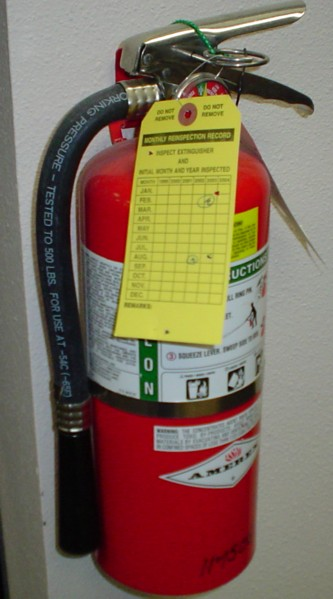
تعد طفايات الحريق من المتطلبات الشائعة في ورشة الآلات، ويجب فحصها بانتظام.

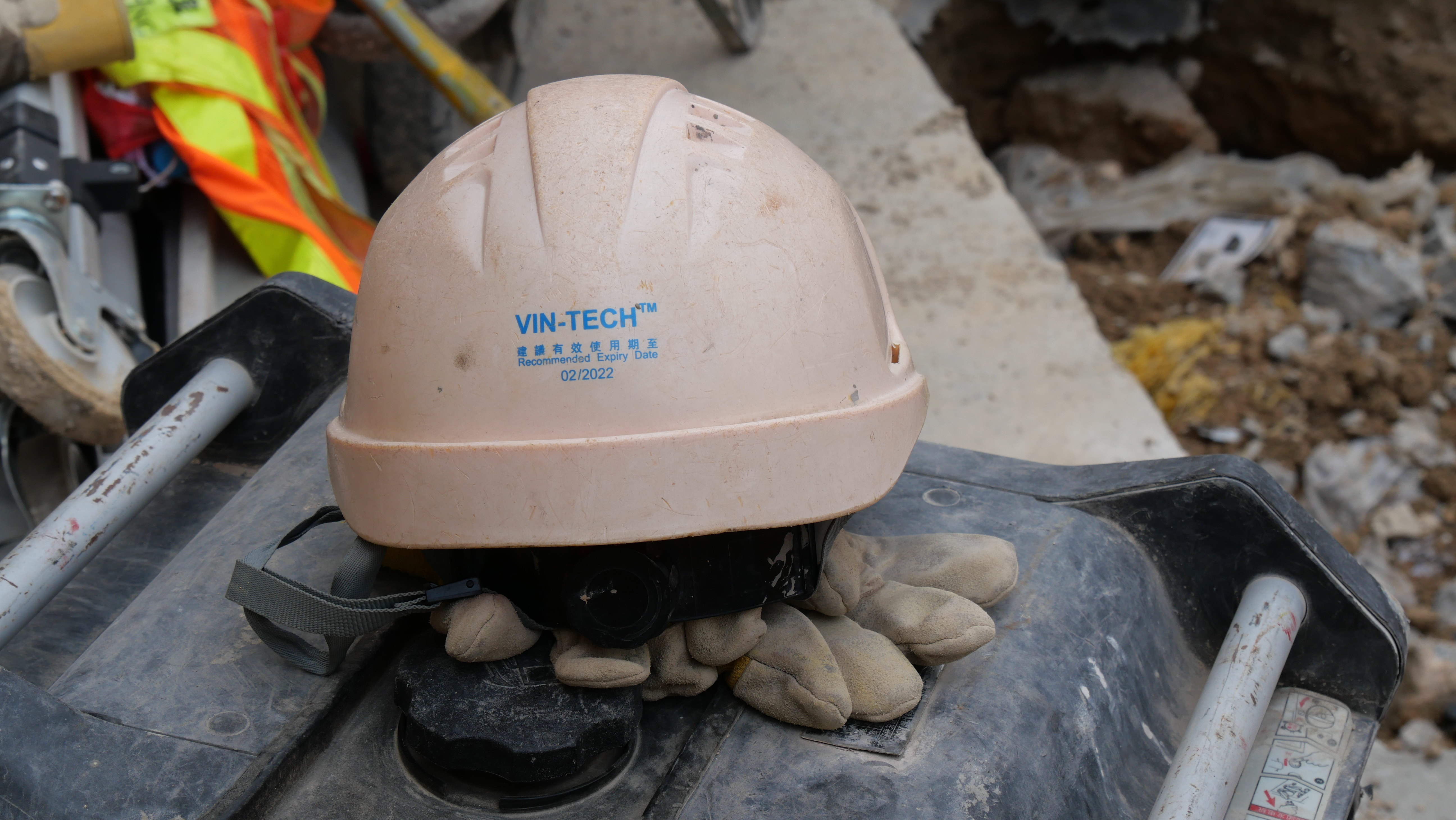
قفازات و خوذة مخصصة للعمل في المصانع.

في ورشة الآلات عادةً، هناك العديد من الممارسات المعروفة فيما يتعلق بالعمل بأمان مع الآلات. بعض الممارسات الشائعة تشمل:
- ارتدِ معدات الحماية الشخصية المناسبة (PPE) مثل نظارات السلامة .
- قم بارتداء الملابس والأحذية المناسبة - مثل الأحذية ذات المقدمة الفولاذية والأكمام القصيرة عند العمل مع الآلات التي تحتوي على ميزة دورانية تعمل بالطاقة مثل المخرطة .
- لا ترتدي المجوهرات، بما في ذلك الخواتم.
- لا تمارس رياضة الشعر الطويل غير المقيد.
- راجع أدلة التشغيل والخدمة للآلات
- علامة القفل (LOTO).
- الاستخدام الصحيح لطفاية الحريق؛ أنواع الحرائق وعمليات التفتيش الدورية.
- بيئة العمل. حصائر أرضية مطاطية للدعم في محطات العمل.
- يجب أن تكون طرق الهروب خالية من العوائق ويجب عدم إغلاق مخارج الطوارئ.
- آخر.

تهدف احتياطات السلامة في ورشة الآلات إلى تجنب الإصابات والمآسي، على سبيل المثال، للقضاء على احتمال تعرض العامل لأذى قاتل بسبب تشابكه في مخرطة.
تحتوي العديد من الآلات على قياسات السلامة كأجزاء مدمجة في تصميمها؛ على سبيل المثال، يجب على المشغل أن يضغط على زرين بعيدين عن الطريق لكي تعمل عملية الضغط أو التثقيب، وبالتالي لا يضغط على يدي المشغل.
أنظر أيضا
- متجر الوظيفة
- تشكيل
- مصنع الآلات
- صناعة الآلات
- صانع الأدوات الآلية